# Владимир Илић
Владимир Илић (20. јул 1998) српски фудбалски тренер. Он је помоћни тренер у ФК ОФИ Крит.

## Фудбалска каријера
Владимир Илић је почео да тренира фудбал у млађим категоријама ФК Борац Бањалука. У млађима катеогријама овог клуба се није задржао много, јер је прешао у ФК Крупу из Крупе са Врбаса. Из селекције јуниора у први тим овог клуба промовисан је у јулу 2017. године. Послије двије године одлучио је да се пензионише из сениорског фудбала, и постане тренер.

## Тренерска каријера
Млади стручњак је од јула до октобра 2020. године био помоћник Велимира Стојнића у првом тиму Фудбалског клуба Крупа. Када је искусни стручњак поднио оставку, њега је наслиједио Илић као шеф стручног штаба у ФК Крупа.
Са 23 године, Илић је Крупу водио у Премијер лиги Босне и Херцеговине и сада у Првој лиги Републике Српске.
Илић је у фебруару 2022. године продужио уговор са ФК Крупом до 2025. године.